# Владислав Жмуда
Владислав Антоній Жму́да (пол. Władysław Antoni Żmuda, нар. 6 червня 1954, Люблін) — колишній польський футболіст, що грав на позиції захисника.
Бронзовий призер чемпіонатів світу 1974 та 1982 років, учасник чемпіонатів світу 1978 і 1986 років, срібний призер Олімпійських ігор 1976 року, триразовий чемпіон Польщі, володар кубка Польщі
Найкращий молодий гравець чемпіонату світу 1974 року, єдиний поляк, який удостоївся цього звання, єдиний поляк, який брав участь у чотирьох чемпіонатах світу, зіграв на чемпіонатах світу 21 матч, до чемпіонату світу 1998 року це досягнення було рекордом. З 2009 по 2012 рік очолював Клуб видатних гравців збірної збірної Польщі.

## Клубна кар'єра
У дорослому футболі дебютував 1969 року виступами за команду клубу «Мотор» (Люблін), в якій провів чотири сезони, взявши участь лише у −1 матчі чемпіонату.
Згодом, з 1973 по 1979 рік, виступав за варшавську «Гвардію», у складі якої дебютував у єврокубках і був запрошений до збірної, та «Шльонськ», з яким вперше став володарем кубку та чемпіоном Польщі.
Своєю грою за останню команду привернув увагу представників тренерського штабу «Відзева», до складу якого приєднався 1979 року. Відіграв за команду з Лодзя наступні три сезони своєї ігрової кар'єри. Більшість часу, проведеного у складі «Відзева», був основним гравцем захисту команди.

Владислав Жмуда під час виступів за «Верону»

1982 року уклав контракт з клубом «Верона», але через численні трамви його кар'єра в веронському клубі не склалася.
1984 року недовго захищав кольори команди клубу «Нью-Йорк Космос», після чого повернувся назад до Італії, ставши гравцем «Кремонезе», за який відіграв 3 сезони. Завершив професійну кар'єру футболіста виступами за команду «Кремонезе» у 1987 році

## Виступи за збірну
Владислав Жмуда виступав за юнацьку збірну Польщі (до 18 років), у складі якої, 1972 року брав участь в юніорському турнірі УЄФА. На тому турнірі поляки дійшли до півфіналу, але в ньому поступилися англійцям. А в матчі за третє місце поляки обіграли іспанців по пенальті.
У національній збірній Польщі Владислав Жмуда дебютував 21 жовтня 1973 року в товариському матчі зі збірною Ірландії, що завершилася поразкою поляків з рахунком 0:1.
Вже в наступному році Жмуда, який мав у активі всього три матчі за збірну, відправився на чемпіонат світу у ФРН. Він зіграв у всіх семи матчах своєї збірної без замін. На тому чемпіонаті поляки завоювали бронзові медалі, обігравши у матчі за третє місце збірну Бразилії з рахунком 1:0. Жмуда завдяки своїм видатним виступам був названий найкращим молодим гравцем того чемпіонату. Жмуда досі є єдиним поляком, який удостоївся цієї нагороди.
1976 року Жмуда у складі збірної поїхав у Монреаль на XXI літні Олімпійські ігри. Жмуда зіграв у всіх п'яти матчах, але Польща дійшовши до фіналу поступилася в ньому збірній НДР з рахунком 1:3. Таким чином Жмуда додав у свою скарбничку ще й срібну олімпійську медаль.
1978 року Жмуда взяв участь у своєму другому чемпіонаті світу. Поляки вийшли у другий раунд, але зайняли в групі лише третє місце та вирушили додому, а сам Жмуда як і чотири роки тому взяв участь у всіх шести матчах без замін.
1982 року Жмуда поїхав на свій третій чемпіонат світу, тепер уже як капітан збірної. Він знову зіграв у всіх семи матчах своєї збірної без замін. На тому чемпіонаті поляки знову завоювали бронзові медалі, обігравши в матчі за третє місце збірну Франції з рахунком 3:2.
1986 року Жмуда поїхав на свій четвертий та останній чемпіонат світу. Він зіграв всього-лише в одному матчі, 16 червня, в 1/8 фіналу зі збірною Бразилії, вийшовши на заміну на 82-й хвилині матчу замість Яна Урбана. Той матч завершився розгромною поразкою поляків з рахунком 0:4 і став останнім для Жмуди у складі національної збірної.
Жмуда є єдиним поляком, який брав участь у чотирьох чемпіонатах світу. У фінальних стадіях мундіалів він зіграв 21 матч. 1986 року це був рекорд — стільки ж матчів було лише у Уве Зеелера. На цей момент стільки ж матчів і у Дієго Марадони, а більше Жмуди на чемпіонатах світу зіграли лише Паоло Мальдіні (23 матчі) та Лотар Маттеус (25 матчів).
Всього за національну збірну Владислав Жмуда зіграв 87 матчів, в яких забив 2 голи. У двадцяти одному матчі він виходив на поле як капітан збірної. Також на рахунку Жмуди 5 матчів за олімпійську збірну Польщі.

## Після завершення кар'єри
Після завершення кар'єри гравця як тренер працював помічником Павела Янаса в олімпійській збірній, а потім і в головній команді, допомагаючи Єжи Енгелю, а пізніше Янас. Самостійно тренував молодіжну збірну Польщі, але не зумів вивести її у фінальний турнір молодіжного чемпіонату Європи. З 2009 по 2010 очолював юнацьку збірну Польщі з футболу до 17 років.
В 2006 заснував власну спортивну академію, в якій займаються діти у віці до десяти років.
5 квітня 2011 року Владислав Жмуда, колишній президент Польщі Александр Квасневський та коментатор Влодзімеж Шаранович стали новими «Друзями Євро-2012».

## Досягнення

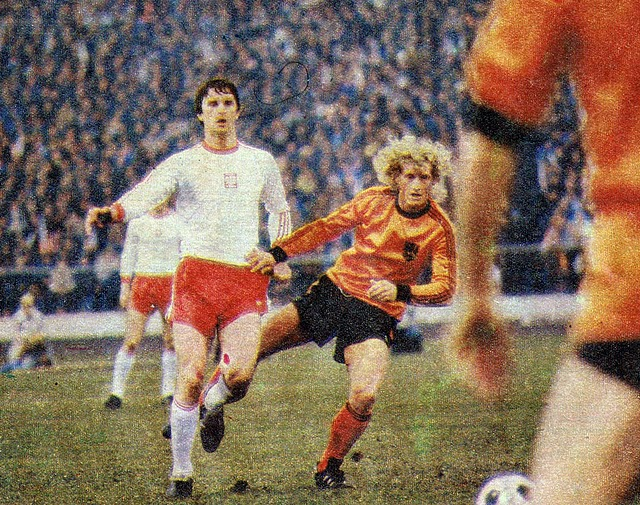
2 травня 1979. Владислав Жмуда (ліворуч) та захисник збірної Нідерландів Вім Янсен в відбірковому матчі чемпіонату Європи 1980 року, що завершився з рахунком 2:0 на користь збірної Польщі.

### Командні
Збірна Польщі
- Бронзовий призер чемпіонату світу  (2) : 1974, 1982
- Срібний призер Олімпійських ігор: 1976

 «Гвардія»
- Бронзовий призер чемпіонату Польщі: 1973
- Фіналіст кубка Польщі: 1974

 «Шльонськ»
- Чемпіон Польщі: 1977
- Срібний призер чемпіонату Польщі: 1978
- Бронзовий призер чемпіонату Польщі: 1975
- Володар кубка Польщі: 1976

 «Відзев»
- Чемпіон Польщі (2) : 1981, 1982
- Срібний призер чемпіонату Польщі: 1980

 «Верона»
- Фіналіст кубка Італії (2) : 1983, 1984

### Особисті
- Найкращий молодий гравець чемпіонату світу: 1974
- Рекордсмен збірної Польщі за кількістю матчів, проведених на чемпіонатах світу (21 матч)
- Єдиний поляк, що брав участь у чотирьох чемпіонатах світу.